# معثنة سماوية
معثنة سماوية (الاسم العلمي:Compsopogon caeruleus) هي نوع من النباتات الحمراء تتبع جنس المعثنة من فصيلة المعثنيات.